# Inmigración nórdica en Paraguay
Se denomina inmigración nórdica al desplazamiento de ciudadanos pertenecientes a los países del norte de Europa, principalmente de la región escandinava como Dinamarca, Noruega y Suecia, y a los que se suman Finlandia e Islandia, hacia territorio paraguayo.
Dicha corriente migratoria se inició a mediados del siglo XIX y se prolongó hasta la década de 1930; siendo el contingente más numeroso el de los suecos, seguido por el de los daneses y en menor medida los noruegos, finlandeses e islandeses, en ese orden cuantitativo.
Existen algunos investigadores, entre ellos catedrático en la Universidad Nacional de Asunción Vicente Pistilli, quienes sostienen que la presencia nórdica en el actual territorio paraguayo, podría remontarse a épocas tan tempranas como el siglo X. En efecto, en su obra Los mitos del Guarini Pytã, Pistilli argumenta que la mitología guaraní tiene grandes similitudes las sagas vikingas, siendo este hecho una prueba a favor de los contactos precolombinos.
Sin embargo, aunque en los últimos años se han hallado pruebas de que los vikingos se establecieron en las costas de Terranova (como la aldea de L’Anse aux Meadows), no hay evidencia concreta de que hubieran alcanzado el Río de la Plata y finalmente, el Paraguay.

## Daneses
En 1896, ante el fracaso de la Colonia Belga Mbocajaty, el gobierno de Juan Bautista Egusquiza resolvió vender las tierras al danés Emilio Johannsen, quien la rebautizó como Colonia Elisa, en homenaje a su esposa, la alemana Elisa von Poleski.
La primera junta administrativa del poblado fue creada el 21 de junio de 1899, bajo la dirección del propio Johannsen. Pronto empezaron a llegar nuevos habitantes a la colonia: alemanes, finlandeses, daneses y suecos.
Entre 1900 y 1940 arribaron más extranjeros, lo cual aumentó la población.
Entre los apellidos de origen danés presentes en la sociedad paraguaya, se encuentran: los Andersen, Bundgaard, Jakobsen, Johansen, Jorgensen, Laniec, Larsen, Nielsen, Pedersen, Rasmussen, Scavenius, Sórensen.

## Finlandeses

### Antecedentes
Cerca de un millón de finlandeses abandonaron su tierra entre el siglo XIX y el siglo XX, para dirigirse principalmente a los Estados Unidos, Canadá, Rusia y Australia.
Sin embargo, la cantidad de individuos que optaron por venir hacia Latinoamérica fue considerablemente inferior. Debido a que esta migración en particular fue escasa, involucrando a unos cientos de personas, es considerada poco menos que un «episodio exótico».
En 1906, noble Arthur Thesleff fundó el primer asentamiento finlandés en Sudamérica, concretamente en la provincia de Misiones, Argentina. Recibió el nombre de Colonia Finlandesa.
Unos años más tarde, en 1909, otro grupo de inmigrantes finlandeses y suecos se estableció en el sur del Brasil.

### Utopía a orillas del Paraná
El establecimiento de colonias en lugares tan lejanos estuvo enmarcado en el movimiento del socialismo utópico, muy en boga en ese tiempo en Viejo Mundo.
Este fenómeno fue conocido como «fiebre tropical» y afectó a Finlandia en la década de 1920, dando lugar a planes para habilitar cuatro nuevas colonias, tres de las cuales llegaron a materializarse en Brasil, Paraguay y República Dominicana; todas ellas basadas en los principios vegetarianos.
De este modo se establecieron los primeros finlandeses en suelo paraguayo, en la Colonia Villa Alborada de Itapúa, fundada en 1920.
La fundación de la Colonia Villa Alborada se estableció predominantemente por la etnia finesa, gracias a las familias: Holopainen, Laulaja y Lappi. A su vez, fueron las familias Holopainen, Kruk (rusos) y Laulaja quienes fundaron la primera Iglesia Eslava Evangélica Bautista y, así también, la primera Escuela primaria.  
La vida en las colonias utópicas finlandesas tenían ribetes de aventura, pues involucraba a personas que simplemente venían a probar suerte o bien deseaban tener una vida más fácil y placentera para ellos y sus hijos. La mayoría de los migrantes, sin embargo, tenía motivos más tracendentales, como la búsqueda espiritual de un mundo mejor.
Las corrientes de pensamiento en estas comunidades era amplias y variadas, pues abarcaban el socialismo, el nacionalismo, el cristianismo, la teosofía, el vegetarianismo y la búsqueda de la fortuna.
A pesar de que este modelo de vida comunitaria terminó fracasando, varios de sus miembros se instalaron de manera definitiva en el lugar, que con el tiempo se convirtió en el municipio de Nueva Alborada.
Una de las familias que se instalaron en la tierra guaraní y permanecieron en esencia y generaciones fue la familia Laulaja que, fue entrevistada por Suomi sydämessä.

### Suomi sydämessä
En 2012, un equipo de la televisión finesa visitó Nueva Alborada, para rastrear los vestigios de la colonia utopista instalada allí. El resultado de sus pesquizas fue plasmado en el documental Suomi sydämessä (corazón finlandés).
Durante las entrevistas a varios miembros de la comunidad, se pudo constatar que los adultos mayores aún empleaban el finés en su vida cotidiana. Uno de ellos fue Isaac Laulaja, conocido como Ico y Likka. Su versión acerca de por qué sus padres quisieron migrar hacia América fue que lo hicieron «por aventura y, porque decía que solo tenían que abrir la boca debajo del árbol y las frutas caían del cielo». Esas fueron las palabras de Likka para el documental Suomi sydämessä.
Por otro lado, se pudo constatar en el registro de migraciones de América que sus padres, Eeros Elías Laulaja y Aina de Laulaja llegaron al puerto de Buenos Aires, Argentina en septiembre de 1927, pasaron la noche en el conocido Hotel de inmigrantes y, en ese mismo mes, en la semana de la primavera llegaron a la Colonia Villa Alborada.

## Islandeses
En 1885, el inmigrante sueco Karl Gustaff Rehnfeldt llegó a Paraguay. 
Poco después contrajo matrimonio con la ciudadana islandesa Helena Nilsson (o Nilsdótter), cuya familia residía en Asunción. Una hermana de esta, María Mortenson Nilsdótter, emigró posteriormente al Brasil.

## Noruegos
A principios del siglo XX, el noruego Pedro Christophersen había adquirido unas 70.000 hectáreas de tierra en un paraje denominado Apere'a, cercano al pueblo de Carmen del Paraná, en Itapúa. Allí creó un establecimiento para la extracción y procesamiento de madera, por medio de un moderno aserradero. Christophersen era un acaudalado hombre de negocios que residía en Buenos Aires y que entre otras cosas, había financiado la expedición de Roald Amundsen al Polo Sur.
En 1927 puso en movimiento un plan colonizador en dichas tierras, para lo cual se radicaron en el lugar unas 2000 familias, además de que su empresa habilitó casas, escuelas e iglesias y construyó una vía férrea de 20 kilómetros de extensión. Así nació la colonia Fram, cuyos primeros pobladores colonos de origen belga, eslavo, noruego y sueco.
Fram es una palabra noruega que significa «adelante»; y es el nombre de la famosa nave que llevó al explorador Fridtjof Nansen y a su tripulación a la banquina ártica, en 1893.
Unos años antes, en 1919, como parte del proyecto de colonización menonita en el Chaco, partió desde la localidad de Puerto Pinasco, en la ribera occidental del río Paraguay; una expedición comandada por el marino noruego Fred Engen. Su finalidad era la de penetrar al oeste de dicha región hasta hallar tierras aptas para el asentamiento de los menonitas. En su posterior informe, Engen escribiría al general retirado estadounidense Samuel Mc Roberts (1868-1947), representante de la Iglesia Menonita «I have found the promise land» (en español: he hallado la tierra prometida).
Ya en la década de 1930, otro noruego, Haakon Petersen, se instaló en la capital paraguaya, proveniente de la Argentina. Había migrado de Noruega a ese país 1907, donde además se casó y tuvo 3 hijos.
Petersen fundó una empresa dedicada a la importación y venta de maquinarias de origen escandinavo, que con el tiempo se convirtió en una de las más importantes de su rubro en el país.

## Suecos
En octubre de 1852, proveniente de Argentina, arribó al país el marino Oscar August Liljedhal, contratado por el gobierno de Don Carlos A. López para trabajar en la planta siderúrgica de La Rosada, en Ybycuí. Venía a ocupar el cargo de director luego del fallecimiento (por suicidio) de su anterior director, el inglés Henry Godwin, aunque por poco tiempo, ya que 1854 salió del Paraguay y se instaló nuevamente en la Argentina. Allí murió en 1869.
Por la misma época que Liljedhal, otro compatriota suyo, el naturalista Eberhard Munck af Rosenschold, natural de la ciudad de Lund, se estableció en Asunción luego de haber vivido algún tiempo en Pilar. Allí había contraído matrimonio con Marcelina Rivarola, perteneciente a una familia tradicional, lo cual le permitió ganarse el aprecio del presidente López, de quien fue médico de cabecera hasta su fallecimiento en 1862.
Munck era un hombre de gran talento, políglota, aunque algo tímido y reservado; sus contemporáneos decían que él era quien «conocía mejor el Paraguay que ninguna persona viva». Se dedicó a las actividades ganaderas, además de organizar expediciones científicas que le permitieron reunir una importante colección de plantas, pájaros e insectos. Fue arrestado en 1868 y murió lanceado en Caacupé al año siguiente, acusado de conspirar contra el Mariscal.
Luego de la guerra de la Triple Alinaza, se registraron los ingresos de Erik Torsten Lindgren y Luis Gustav Littorin. El primero fue un botánico que realizó expediciones científicas al Mato Grosso y al Chaco Boreal junto a su compatriota Claes Christian Olrog. Posteriormente se estableció en Villa Elisa, donde formó familia con la danesa Ellen Johansen.
Por su parte, el colono Luis Gustav Littorin (1835-1902) había capitaneado varios barcos del ejército argentino, además de ser proveedor de las fuerzas aliadas, actividad que le permitió acumular una importante fortuna. Ya en la posguerra, adquirió una propiedad que había pertenecido a la Madame Lynch, en Patiño cué, jurisdicción de Itauguá, donde fijó residencia. Littorin contrajo matrimonio con Doña Catalina Giménez, una paraguaya, sin dejar descendientes.
En 1893, otro naturalista sueco, Carl Axel Lindman, visitó el país en misión de estudios. De vuelta a su país publicó Recuerdos del Paraguay.

### Villa Elisa
Hacia 1890, dentro de las medidas que adoptó el gobierno para incentivar la repoblación del país tras la devastadora guerra, en el lugar conocido originalmente como Fortín de San Marcos, fue creada la Colonia Belga Mbocajaty, con inmigrantes de esa nacionalidad, a los cuales se les sumaron poco después, franceses e italianos.
Los primeros habitantes se dedicaron la agricultura, especialmente la producción fruto-hortícola; posteriormente los belgas y franceses migraron a la capital, aunque no los italianos. El Gobierno optó entonces por vender las propiedades al ciudadano danés Emilio Johannsen, quien recurrió a inmigrantes suecos para seguir con la producción agrícola y así darle continuidad a la colonia.
En el año 1896 la Colonia Belga pasó a llamarse Colonia Elisa (actualmente municipio de Villa Elisa), en homenaje a su esposa, la señora Elisa Von Poleski, de origen aristocrático alemán.
Algunos apellidos suecos que perduran en esa ciudad, así como otros puntos del Paraguay son: Akemark, Carlstein, Gustaffson, Knutson, Lindgren, Lindstrom, Ljumberg, Olofson, Safstrand, Sitjar, Sodestrom, Wiezel.

### Karl Gustaff Rehnfeldt
Uno de los más destacados inmigrantes suecos fue el ingeniero y constructor Karl Gustaff Rehnfeldt (1859-1930).
Hijo de Anders Rehnfeldt y Ana Gretta Dotter, nació en la localidad de Vestergård, provincia de Östergötland, situada a orillas del mar Báltico. Llegó al Paraguay en 1885 y se casó con la islandesa Helena Nilsson, con quien tuvo numerosa descendencia.
Entre los varios edificios que construyó en la ciudad de Asunción figuran:
- La vivienda de la familia Torres (hoy sede del Ministerio del Interior).
- La mansión de Don Pacífico de Vargas (hoy sede de la Vicepresidencia de la República)[25]
- La mansión de Don Victor Heyn (hoy Centro Cultural del Embajada del Brasil).
- la mansión de Don Luis Patri (hoy sede del Correo Paraguayo)
- El templo de la iglesia Protestante Alemana.
- La sede de la Alianza Francesa.

Karl Rehnfeldt fue presidente del Centro de Constructores del Paraguay. Murió en Asunción en 1930.

## Personas destacadas
- Juan Ramón Dahlquist: pedagogo y poeta de ascendencia sueca.
- Lourdes Espínola Weizell: escritora de ascendencia sueca.
- Gerardo Johansen: militar de ascendencia danesa.
- Luis Lindstrom: ganadero y político de ascendencia sueca.
- Christian Nielsen: periodista de ascendencia danesa.
- «Kike» Pedersen: cultor del arpa paraguaya, de ascendencia danesa.
- Rito Pedersen: cultor del arpa paraguaya, de ascendencia danesa.
- Rolando Rasmussen: artista plástico de ascendencia danesa.
- Mabel Rehnfeldt: periodista y locutora de ascendencia sueca.
- María Victoria Rehnfeldt: Miss Paraguay y Reina Sudamericana 1960.
- Tyra Rehnfeldt de Trujillo: docente y estudiosa del idioma guaraní.
- Elsa Wiezell: poetisa de ascendencia sueca.
- Marilín Rehnfeldt: antropóloga de ascendencia sueca.